# Repubblica del Rif
La Repubblica del Rif (in arabo جمهورية الريف‎?, Jumhūriyyatu r-Rīf) fu creata nel settembre 1921, quando la popolazione del Rif si ribellò ai colonialisti spagnoli e dichiarò la propria indipendenza.
La capitale era Ajdir. Fu coniata come moneta il Riffān (equivalente a 10 pence britannici e a 1 franco oro), grazie ai servizi del capitano Charles Gardiner, un contrabbandiere d'armi britannico. La popolazione complessiva si stima fosse di circa 150.000 persone. L'indipendenza del Rif fu proclamata il 18 settembre 1921, con Abd el-Krim come suo capo. La Repubblica del Rif fu formalmente costituita il 1º febbraio 1923, con Abd el-Krim come capo dello Stato. Il Primo Ministro, dal luglio 1923 al 27 maggio 1926, fu ben Hajj Hatmi. La repubblica fu cancellata dalle forze armate ispano-francesi il 27 maggio 1926.

## Storia
I berberi resistettero fieramente sia alle incursioni degli spagnoli, sia a quelle dei francesi in Marocco. Tuttavia i berberi non riuscirono a consolidare il loro potere, a causa del loro endemico tribalismo e delle loro ataviche contrapposizioni. La Grande Rivolta del 1912 contro il dominio francese fu un completo fallimento, a causa dell'effimera durata delle alleanze intertribali.
Un solo "signore tribale della guerra", Muhammad Abd el-Krim, divenne capo dei berberi nel Rif. Essendo riuscito a creare una struttura unificata di comando, Abd el-Krim respinse gli spagnoli ai loro avamposti costieri e poi cominciò ad attaccare le forze francesi, nel tentativo di creare uno Stato indipendente con una sua organizzazione formale amministrativa e militare.
Alla fine del 1925 i francesi e gli spagnoli crearono una forza congiunta d'intervento di circa mezzo milione di uomini, con centinaia di carri armati Renault FT-17 e aeroplani. Essi attaccarono i territori della neo-costituita repubblica, sottoponendoli a massicci bombardamenti, mentre gli spagnoli fecero anche uso di armi chimiche (iprite) di fabbricazione germanica. La Repubblica del Rif non aveva la minima possibilità di resistere e collassò nel maggio del 1926.
Gruppi d'intellettuali francesi denunciarono lo sfacciato imperialismo delle classi di governo, mentre analoghe manifestazioni non si ebbero in Spagna.
Elementi guerriglieri degli abitanti del Rif proseguirono nelle loro azioni militari fino al 1927.